# Western Port
Western Port är en vik i Australien. Den ligger i delstaten Victoria, omkring 69 kilometer sydost om delstatshuvudstaden Melbourne. Arean är 680 kvadratkilometer.
Genomsnittlig årsnederbörd är 1 251 millimeter. Den regnigaste månaden är maj, med i genomsnitt 154 mm nederbörd, och den torraste är januari, med 51 mm nederbörd.